# Chivy-lès-Étouvelles
Chivy-lès-Étouvelles è un comune francese di 519 abitanti situato nel dipartimento dell'Aisne della regione dell'Alta Francia.

## Società

### Evoluzione demografica
Abitanti censiti